# Copa Africana de Clubes Campeones 1993
La Copa Africana de Clubes Campeones de 1993 fue la 28va edición del torneo anual de fútbol a nivel de clubes de África organizado por la CAF.
El Zamalek SC de Egipto ganó la final, proclamándose campeón por segunda vez.

## Ronda Preliminar
| Equipo 1                 | Agr. | Equipo 2                   | Ida | Vuelta |
| ------------------------ | ---- | -------------------------- | --- | ------ |
| CD Costa do Sol          | 2–1  | Ramblers FC                | 2–1 | 0–0    |
| Akonangui FC             | 1–4  | USCA Bangui                | 1–2 | 0–2    |
| Djoliba AC               | 2–1  | ASC Sonader                | 1–0 | 1–1    |
| ASEC Ndiambour           | 3–2  | CS Mindelense              | 1–1 | 2–1    |
| Sahel SC                 | 4–0  | Elect-Sport FC             | 2–0 | 2–0    |
| Saint-George SA          | 1–2  | Malindi FC                 | 1–1 | 0–1    |
| Lobatse CS Gunners       | 0–6  | Kaizer Chiefs FC           | 0–1 | 0–5    |
| Matlama FC               | 3–4  | Sunrise Flacq United       | 2–1 | 1–3    |
| Mbabane Highlanders      | 0–3  | AS Sotema                  | 0–1 | 0–2    |
| SC Kiyovu Sport          | w/o  | Bata Bullets               | 1   |        |
| LPRC Oilers              | w/o  | Etoile Filante de Lomé     | 2   |        |
| 1º de Agosto             | w/o  | Buffles du Borgou FC       | 3   |        |
| Sporting Clube de Bissau | w/o  | Etoile Filante Ouagadougou | 4   |        |

1 Bata Bullets abandonó el torneo. 

2 Etoile Filante de Lomé abandonó el torneo. 

3 Buffles du Borgou FC abandonó el torneo. 

4 Sporting Clube de Bissau abandonó el torneo.

## Primera Ronda
| Equipo 1             | Agr.     | Equipo 2            | Ida | Vuelta |
| -------------------- | -------- | ------------------- | --- | ------ |
| Sotema               | w/o      | Black Aces          | 1   |        |
| Leopards             | 1–2      | Nkana Red Devils    | 1–1 | 0–1    |
| Sogara               | 2–0      | Étoile du Congo     | 2–0 | 0–0    |
| Costa do Sol         | w/o      | Bilombe             | 2   |        |
| Djoliba              | 1–3      | ASEC Mimosas        | 1–1 | 0–2    |
| Étoile Filante       | 1–2      | MC Oran             | 1–0 | 0–2    |
| Kawkab Marrakech     | 5–1      | Horoya              | 5–0 | 0–1    |
| Kiyovu Sports        | 3–9      | Kaizer Chiefs       | 2–5 | 1–4    |
| LPRC Oilers          | Desc.    | Club Africain       | 3   |        |
| Malindi              | 0–5      | Zamalek             | 0–1 | 0–4    |
| Nakivubo Villa       | 2–2 (v.) | Vital'O             | 1–0 | 1–2    |
| ASEC Ndiambour       | 3–4      | Wydad Casablanca    | 2–1 | 1–3    |
| Primero de Agosto    | 2–4      | RC Bafoussam        | 2–2 | 0–2    |
| Sahel                | 0–2      | Asante Kotoko       | 0–0 | 0–2    |
| Sunrise Flacq United | 3–0      | Al-Hilal Port Sudan | 2–0 | 1–0    |
| USCA Bangui          | 3–5      | Stationery Stores   | 1–3 | 2–2    |

1 Black Aces y US Bilombe abandonaron el torneo después del primer partido.

2 el LPRC Oilers fue descalificado después de jugar el primer partido.

## Segunda Ronda
| Equipo 1         | Agr.     | Equipo 2             | Ida | Vuelta |
| ---------------- | -------- | -------------------- | --- | ------ |
| Sotema           | 2–8      | Nakivubo Villa       | 0–2 | 2–6    |
| Sogara           | 3–2      | Club Africain        | 1–0 | 2–2    |
| ASEC Mimosas     | 3–1      | Costa do Sol         | 2–0 | 1–1    |
| Asante Kotoko    | 3–1      | Kawkab Marrakech     | 3–0 | 0–1    |
| Kaizer Chiefs    | 2–2 (v.) | Zamalek              | 2–1 | 0–1    |
| Nkana Red Devils | 1–1 (v.) | Sunrise Flacq United | 0–0 | 1–1    |
| RC Bafoussam     | 1–2      | MC Oran              | 1–0 | 0–2    |
| Wydad Casablanca | 4–5      | Stationery Stores    | 3–1 | 1–4    |

## Cuartos de final
| Equipo 1         | Agr. | Equipo 2          | Ida | Vuelta |
| ---------------- | ---- | ----------------- | --- | ------ |
| Sogara           | 3–3  | Stationery Stores | 3–2 | 0–1    |
| Nakivubo Villa   | 1–4  | ASEC Mimosas      | 1–1 | 0-31   |
| Nkana Red Devils | 1–3  | Asante Kotoko     | 1–0 | 0–3    |
| Zamalek          | 5–1  | MC Oran           | 4–0 | 1–1    |

1 el Villa SC abandonó el torneo antes del segundo partido y fue vetado por la CAF en todos sus torneos por 2 años.

## Semifinales
| Equipo 1     | Agr.     | Equipo 2          | Ida | Vuelta |
| ------------ | -------- | ----------------- | --- | ------ |
| ASEC Mimosas | 3–3 (v.) | Asante Kotoko     | 3–1 | 0–2    |
| Zamalek      | 3–2      | Stationery Stores | 3–1 | 0–1    |

## Final
| Equipo 1      | Agr.         | Equipo 2 | Ida | Vuelta |
| ------------- | ------------ | -------- | --- | ------ |
| Asante Kotoko | 0–0 (6-7 p.) | Zamalek  | 0–0 | 0–0    |

## Campeón
| Bandera de Egipto |
| Zamalek 3º título |

| Predecesor: Copa Africana de Clubes Campeones 1992 | Copa Africana de Clubes Campeones 1993 | Sucesor: Copa Africana de Clubes Campeones 1994 |

- Datos: Q2439928